# Kabatiella zeae
Kabatiella zeae Narita & Y. Hirats. – gatunek grzybów z klasy Dothideomycetes. 

## Systematyka i nazewnictwo
Pozycja w klasyfikacji według Index Fungorum: Saccotheciaceae, Dothideales, Dothideomycetidae, Dothideomycetes, Pezizomycotina, Ascomycota, Fungi, Fungi.
Synonim: Aureobasidium zeae (Narita & Y. Hirats.) Dingley.

## Morfologia i rozwój
Grzyb mikroskopijny. Kolonia Kabatiella zeae hodowana na agarze słodowym w temperaturze 24° C osiąga w ciągu 7 dni średnicę około 20 mm. Tworzy niską grzybnię, w środku kolonii wyższą, o barwie od ciemnozielonej do czarnej, czasami w miejscach, gdzie grzybnia rośnie szybciej, ma barwę żółtą lub różową. Strzępki bezbarwne, gładkie, cienkościenne, o szerokości 3–6 μm, w starszych kulturach stają się ciemnobrązowe, grubościenne i mogą osiągać szerokość do 9 mm. Fialidy są niezróżnicowane, końcowe, lub boczne, w tym ostatnim przypadku często bez przegrody. Konidia wytwarzane są zazwyczaj równocześnie w zwartych pakietach. Zazwyczaj powstają tuż poniżej górnej części przegrody. Po ich oderwaniu się od fialidy pozostaje długo utrzymująca się blizna lub ząbek o średnicy 1  μm. Konidia są jednokomórkowe, gładkie, sierpowatego kształtu i mają rozmiary 18,5–33,5 ×2–3,5 μm. Nie obserwowano konidiów wtórnych ani endokonidiów.
Na pierwszy rzut oka pod mikroskopem Kabatiella zeae przypomina grzyby z rodzajów Idriella lub  Microdochium, łatwo może być jednak od nich odróżniona. Charakteryzuje ją bowiem jednoczesne tworzenie konidiów oraz cylindryczne fialidy.   

## Znaczenie
Wywołuje chorobę o nazwie drobna plamistość liści kukurydzy (zwana też antraknozą kukurydzy).